# 帕特里克·贝弗利
帕特里克·贝弗利（英語：Patrick Beverley，1988年7月12日—），生于美国伊利诺伊州芝加哥，是一名职业篮球运动员，司职控球后卫，目前效力於以色列球隊特拉維夫夏普爾。贝弗利曾参加2009年NBA选秀，并在第二轮第42顺位被洛杉矶湖人选中，但在选秀大会结束后湖人队就将他交易至迈阿密热火以换取2011年次轮选秀权和一些现金。
在2007年，貝弗利曾參與拍攝電影《籃球夢》續集《現實籃球》的拍攝。他也參與了2004 MTV耐克篮球系列赛，為芝加哥隊出賽。大學時期為阿肯色大學效力。在2008-2009賽季，貝弗利轉戰歐洲職業賽場，為烏克蘭球隊聶伯城效力。在2009-2010賽季，貝弗利為希臘球隊奥林匹亚科斯效力。

## 大学時期

### 大一赛季（2006年-2007年）
在贝弗利为阿肯色大学效力的第一个赛季中，他场均可以拿到13.9分和1.7次抢断，其三分球命中率为38.6%，罚球命中为81.2%，这四项数据均为全队最高；除此以外，贝弗利场均能送出3.1次助攻，排名全队第二，并抓下4.5个篮板球，排名全队第三。贝弗利在大一为校队比赛了35场，其中34场作为首发球员登场。在这35场比赛中，贝弗利24次得到双位数分数，其中5场得到20分以上。贝弗利在首次为校队出场的比赛中面对东南密苏里州立大学得到了29分、5个篮板、4次助攻和4次抢断，29分。在对阵奥本大学的比赛中，贝弗利全场11投9中，高效的拿下了个人赛季最高的27分，并抓下了8个篮板球，贡献了4次抢断。在对阵路易斯安那州立大学的比赛中，贝弗利得到14分并抓下15个篮板球。贝弗利大二赛季的优异表现使他入围了约翰伍登奖和奈斯密斯奖的评选。

## 职业篮球生涯

### 歐洲籃球生涯 (2008–2012)
在大二赛季结束后，贝弗利离开了校队加入了一家处于乌克兰乙轮选秀权和一些现金。在选秀大会结束后，贝弗利决定留在欧洲打球，并加入了希腊的奥林匹亚科斯。贝弗利曾于2010年在NBA夏季联赛中为热火队效力，并在同年8月与热火队签约，但两个月后就被热火队裁掉。

### 休斯頓火箭 (2012–2017)
2013年1月7日，休斯顿火箭队宣布与贝弗利签约，隨即被下放到NBA發展聯盟的里奧格蘭德山谷毒蛇。2013年1月15日，在与洛杉矶快船队的比赛中，贝弗利首次在NBA登场，得到3分，1助攻，1搶斷。隨著球隊後備控衛托尼·道格拉斯被交易，贝弗利開始在輪換陣容站穩陣腳。
在2013年季後賽，貝弗利首次成為正選，在該場比賽，貝弗利貢獻了16分，12籃板，包括5個進攻籃板。球隊最終以102-105輸給了俄克拉何马城雷霆。同時，貝弗利在該場比賽意外令雷霆球星拉塞尔·威斯布鲁克膝部受傷，及後收到雷霆球迷的死亡恐嚇。
2013-2014賽季，貝弗利成為球隊先發控球後衛，表現穩定，惜球隊在西部首輪季後賽中以2-4不敵波特蘭拓荒者遺憾出局。

### 洛杉磯快艇 (2017–2021)
2017年6月28日，洛杉磯快艇取得貝弗利，山姆·德克爾，蒙特雷斯·哈雷爾，達倫·希爾拉德，德安德魯·利金斯，路·威廉姆斯，凱爾·凱爾·維爾傑和休斯敦火箭的2018年首輪選秀權換來克里斯·保羅。2017年10月19日的快船隊首秀中，貝弗利得到10分以108-92擊敗洛杉磯湖人。2017年11月9日，貝弗利據報導，遭受了右膝蓋受傷，將缺陣至少2場。貝弗利在2017年11月20日對陣紐約尼克斯的比賽中缺陣了5場比賽。 2017年11月22日，進行了手術修復右膝蓋微裂縫和半月板撕裂，預計整季報銷。

### 明尼蘇達灰狼 (2021–2022)
2021年8月16日，貝弗利與丹尼爾·奧圖魯和拉簡·朗多一起被交易到曼菲斯灰熊，以換取艾瑞克·布萊德索。

### 洛杉磯湖人 (2022–2023)
2022年7月6日，貝弗利與馬利克·畢斯利、賈里德·范德比爾特、萊安德羅·博爾馬羅、沃克·凱斯勒的選秀權、四個未來的首輪選秀權和一個選秀權交換一起被交易到猶他爵士，以換取魯迪·戈貝爾。2022年8月25日，貝弗利被交易到洛杉磯湖人，以換取史丹利·強森和塔倫·霍頓-塔克。
2023年2月9日，貝弗利在洛杉磯快艇和丹佛金塊的四隊交易中被交易到奧蘭多魔術。三天後他和魔術隊同意買斷合約，隨後他被裁掉。

### 芝加哥公牛 (2023)
2023年2月21日，貝弗利與家鄉球隊芝加哥公牛簽約，在公牛隊和衛冕冠軍金州勇士之間做出選擇。

### 費城76人 (2023–2024)
2023年7月9日，貝佛利與費城76人簽約。

### 密爾瓦基公鹿 (2024)
2024年2月8日，貝佛利被交易至密尔沃基雄鹿。

### 特拉維夫夏普爾 (2024–至今)
2024年7月16日，以色列球隊特拉維夫夏普爾宣布貝佛利加盟事宜。

## 打球風格
普遍認為貝弗利的防守較進攻突出許多，貝弗利的防守在NBA可是風聲鶴唳，雖然他並沒有獲得年度最佳防守球員但積極不要命的防守態度終讓他於於2016-2017賽季入選過年度防守第一隊，多數明星球員都在他底下吃過虧，如史蒂芬·柯瑞、拉塞尔·威斯布鲁克、迈克·康利、東尼·帕克等聯盟知名後衛，甚至是協防時守到的雷霸龍·詹姆士、德马库斯·考辛斯、馬克·蓋索等高大的球員，他以強悍、不要命、不給面子、拼命三郎的方式去防守，甚至用惡意犯規的方式挑釁對手，而多次導致跟對方球員發生爭執。但他的進攻相形來說就遜色許多，在NBA甚至只能排在三流水準，單調的突破，傳球視野的狹窄，以他名義上的位置控球後衛來說，都是不及格的，唯一只有三分球的準度尚稱合格，但也夠用了，每場穩定貢獻2~3顆三分彈，加上強悍的防守，讓他在休士頓火箭隊如魚得水。
他本人曾宣稱：「只要球隊能獲勝，我不在意其他人怎麼看我」，因此貝弗利並不受休士頓以外的球迷歡迎，在NBA也被許多球員敬而遠之，基本上除了休士頓火箭的球員，貝弗利在NBA並沒有朋友，但也因這樣的防守方式，讓他在休士頓火箭獲得重用，在剛加入NBA第二年，就將如日中天的林書豪從先發拉下來，也讓台灣球迷意識到這位球員。
2021年NBA季後賽西區分區決賽，比華利在對太陽的賽事中蓄意推跌基斯·保羅，事後比華利透過Twitter向保羅道歉，而聯盟判罰比華利在下季停賽一場。

## NBA生涯数据统计

### 常规赛
| 賽季    | 球隊         | GP  | GS  | MPG  | FG%  | 3P%  | FT%  | RPG | APG | SPG | BPG | PPG  |
| ------- | ------------ | --- | --- | ---- | ---- | ---- | ---- | --- | --- | --- | --- | ---- |
| 2012–13 | 休士頓火箭   | 41  | 0   | 17.4 | .418 | .375 | .829 | 2.7 | 2.9 | .9  | .5  | 5.6  |
| 2013–14 | 休士頓火箭   | 56  | 55  | 31.3 | .414 | .361 | .814 | 3.5 | 2.7 | 1.4 | .4  | 10.2 |
| 2014–15 | 休士頓火箭   | 56  | 55  | 30.8 | .383 | .356 | .750 | 4.2 | 3.4 | 1.1 | .4  | 10.1 |
| 2015–16 | 休士頓火箭   | 71  | 63  | 28.7 | .434 | .400 | .682 | 3.5 | 3.4 | 1.3 | .4  | 9.9  |
| 2016–17 | 休士頓火箭   | 67  | 67  | 30.7 | .420 | .383 | .768 | 5.9 | 4.2 | 1.5 | .4  | 9.5  |
| 2017–18 | 洛杉磯快艇   | 11  | 11  | 30.4 | .403 | .400 | .824 | 4.1 | 2.9 | 1.7 | .5  | 12.2 |
| 2018–19 | 洛杉磯快艇   | 78  | 49  | 27.4 | .407 | .397 | .780 | 5.0 | 3.8 | .9  | .6  | 7.6  |
| 2019–20 | 洛杉磯快艇   | 51  | 50  | 26.3 | .431 | .388 | .660 | 5.2 | 3.6 | 1.1 | .5  | 7.9  |
| 2020–21 | 洛杉磯快艇   | 37  | 34  | 22.5 | .423 | .397 | .800 | 3.2 | 2.1 | .8  | .8  | 7.5  |
| 2021–22 | 明尼蘇達灰狼 | 58  | 54  | 25.4 | .406 | .343 | .722 | 4.1 | 4.6 | 1.2 | .9  | 9.2  |
| 2022–23 | 洛杉磯湖人   | 45  | 45  | 26.9 | .402 | .348 | .780 | 3.1 | 2.6 | .9  | .6  | 6.4  |
| 2022–23 | 芝加哥公牛   | 22  | 22  | 27.5 | .395 | .309 | .533 | 4.9 | 3.5 | 1.0 | .7  | 5.8  |
| 生涯    | 生涯         | 593 | 505 | 27.4 | .413 | .373 | .754 | 4.2 | 3.4 | 1.1 | .5  | 8.5  |

### 附加賽
| 賽季 | 球隊         | GP | GS | MPG  | FG%  | 3P%  | FT%  | RPG  | APG | SPG | BPG | PPG |
| ---- | ------------ | -- | -- | ---- | ---- | ---- | ---- | ---- | --- | --- | --- | --- |
| 2022 | 明尼蘇達灰狼 | 1  | 1  | 32.9 | .250 | .200 | .500 | 11.0 | 3.0 | 1.0 | 1.0 | 7.0 |
| 2023 | 芝加哥公牛   | 2  | 2  | 26.2 | .111 | .143 | –    | 2.5  | 2.5 | .5  | .5  | 1.5 |
| 生涯 | 生涯         | 3  | 3  | 28.5 | .176 | .167 | .500 | 5.3  | 2.7 | .7  | .7  | 3.3 |

### 季后赛
| 賽季 | 球隊         | GP | GS | MPG  | FG%  | 3P%  | FT%   | RPG | APG | SPG | BPG | PPG  |
| ---- | ------------ | -- | -- | ---- | ---- | ---- | ----- | --- | --- | --- | --- | ---- |
| 2013 | 休士頓火箭   | 6  | 5  | 33.3 | .431 | .333 | 1.000 | 5.5 | 2.8 | 1.2 | .7  | 11.8 |
| 2014 | 休士頓火箭   | 6  | 6  | 33.7 | .380 | .318 | .700  | 4.2 | 1.8 | .5  | .3  | 8.7  |
| 2016 | 休士頓火箭   | 5  | 5  | 25.8 | .270 | .214 | 1.000 | 4.4 | 2.2 | .4  | .4  | 5.8  |
| 2017 | 休士頓火箭   | 11 | 11 | 29.5 | .413 | .404 | .786  | 5.5 | 4.2 | 1.5 | .2  | 11.1 |
| 2019 | 洛杉磯快艇   | 6  | 6  | 32.5 | .426 | .433 | .750  | 8.0 | 4.7 | 1.0 | 1.0 | 9.8  |
| 2020 | 洛杉磯快艇   | 8  | 8  | 20.8 | .513 | .364 | .500  | 4.1 | 2.4 | 1.0 | .4  | 6.3  |
| 2021 | 洛杉磯快艇   | 17 | 7  | 19.0 | .426 | .351 | .857  | 2.4 | 1.4 | .7  | .7  | 4.9  |
| 2022 | 明尼蘇達灰狼 | 6  | 6  | 32.3 | .429 | .346 | .682  | 3.2 | 4.8 | 1.2 | 1.3 | 11.0 |
| 生涯 | 生涯         | 65 | 54 | 26.7 | .414 | .361 | .776  | 4.3 | 2.6 | .9  | .6  | 8.2  |